# Großer Knechtsand
Großer Knechtsand es un gran banco de arena más allá del Weser y Elba (Triángulo de estuarios Elba-Weser) en la parte oriental del estado de Baja Sajonia, en la costa del Mar de Wadden al norte del país europeo de Alemania. Se encuentra entre las islas de Mellum (que está a 16 km al sudoeste) y Neuwerk (11 km al noreste). El área central del banco de arena se encuentra por encima de la marca de marea alta, formando la Hochsand de Hoher Knechtsand, que antes era una isla. El Hochsand se encuentra 11 km al oeste de la localidad de Berensch (en la parte más cercana del continente en la ciudad de Cuxhaven) en la Tierra de Wursten.